# Jerzy Iwaszkiewicz (dziennikarz)
Jerzy Iwaszkiewicz, pseud. Adam Hauert (ur. 17 października 1935 w Legionowie) – polski dziennikarz, felietonista.

## Życiorys
Ukończył studia na Wydziale Polonistyki Uniwersytetu Warszawskiego. W 1952 rozpoczął pracę w „Głosie Pracy”, pisał felietony do „Expresu Wieczornego”. W połowie lat 70. przeszedł do „Sportowca”. Był pomysłodawcą „Motoexpressu”. W latach 1985–1991 współprowadził z Januszem Kosińskim, Jackiem Olszewskim i Markiem Wilhelmim magazyn Winien i ma w Programie III Polskiego Radia. Współtworzył również magazyn motoryzacyjny „Wrzuć Trójkę”.
Jest autorem opowiadania, na którego kanwie nakręcono ósmy odcinek serialu 07 zgłoś się (1978) pt. „Dlaczego pan zabił moją mamę?”.
W latach 1992-2001 prowadził magazyn Auto na TVP2. Prowadził także kronikę towarzyską  w miesięczniku „Sukces”, poza tym pisywał felietony do magazynów żeglarskich: "Rejs" i "H2O". Publikował też w "Polityce", dodatku motoryzacyjnym "Rzeczpospolitej" oraz na portalu internetowym motofakty.pl. Współtworzył (z Tadeuszem Górnym i Jerzym Kisielewskim niedzielne audycje Kwestia smaku w „Radio dla Ciebie”. Występował w Antyradiu.
Otrzymał Złoty Mikrofon od Polskiego Radia i dwie nagrody Prezesa Radiokomitetu.
Pisze felietony m.in. w dwutygodniku „Viva!”. Od 8 maja 2010 do 2021 był komentatorem programu Szkło kontaktowe na TVN24. 7 listopada 2012 wydał książkę pt. „Kot w pralce. Salony Jerzego Iwaszkiewicza”. Jest częstym gościem w programie Dzień dobry TVN oraz współprowadzi z Jerzym Kisielewskim audycję w Radiu Vox.
Dwukrotnie rozwiedziony. Ma dwoje dzieci (Jerzego i Annę), oraz dwie wnuczki.